# Sporthallen Zuid
Sporthallen Zuid – kompleks połączonych ze sobą hal sportowych w Amsterdamie (w dzielnicy Amsterdam-Zuid), w Holandii. Obiekt został otwarty w 1975 roku. Położony jest w niewielkiej odległości od Stadionu Olimpijskiego. Na kompleks składają się trzy hale sportowe, a także mniejsza sala gimnastyczna do tańca. Główna hala sportowa może pomieścić maksymalnie do 2525 widzów (w tym 2400 miejsc siedzących). W 1989 roku w Sporthallen Zuid rozegrano sześć spotkań pierwszej rundy grupowej pierwszych w historii Mistrzostw Świata w futsalu. Obiekt był także jedną z aren siatkarskich Mistrzostw Europy w 2019 roku. Odbyło się na nim sześć spotkań fazy grupowej turnieju.